# Auer-égő

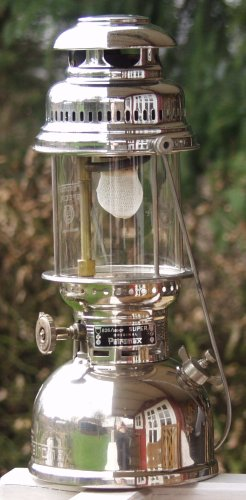
Nikkelezett Petromax lámpa

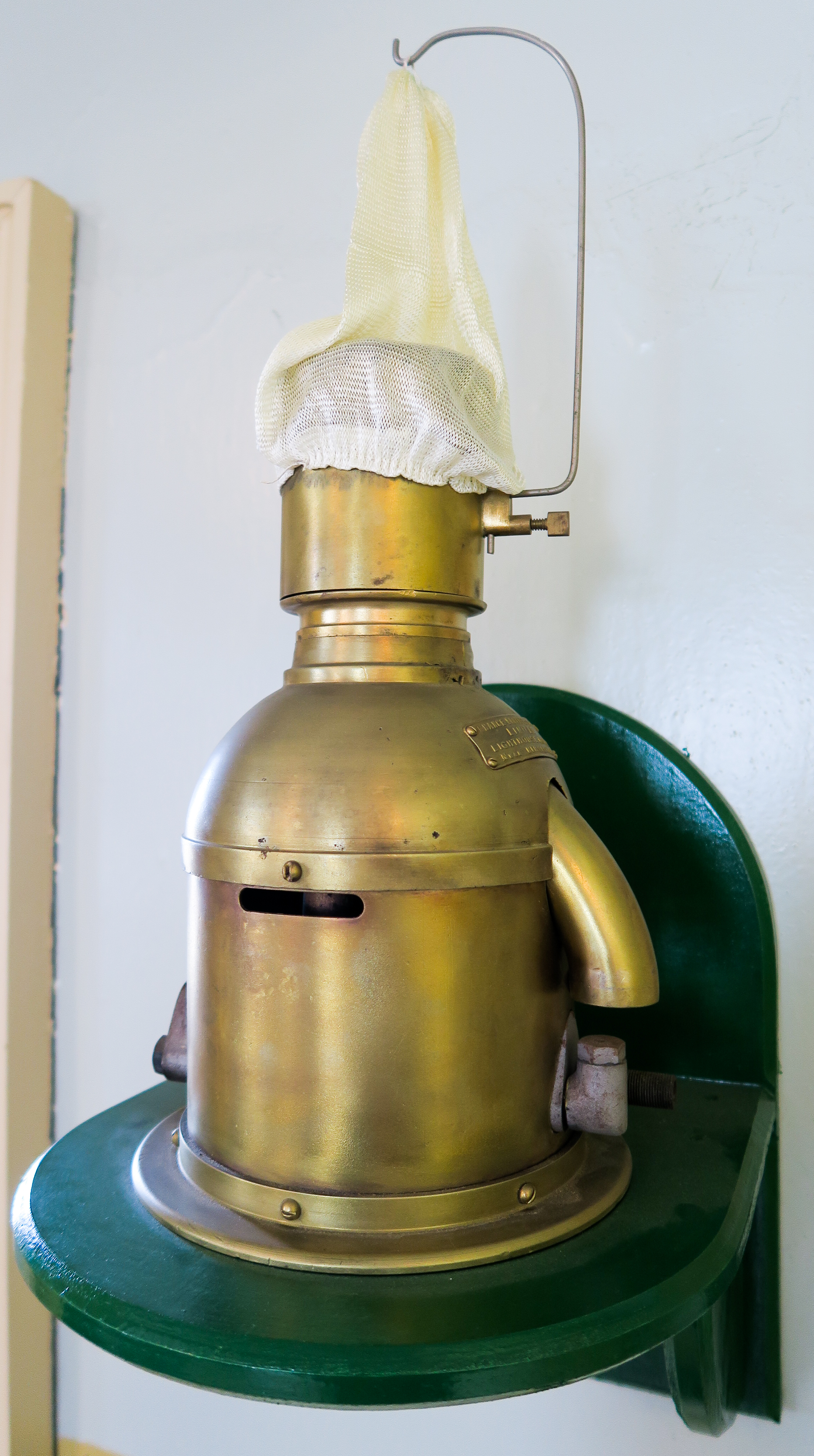

Az 1890-es évek szenzációja a Carl Auer von Welsbach által tökéletesített gázégő, a róla elnevezett Auer-égő, amelyben speciális, henger alakú kötött kelme, az Auer-harisnya övezte a gázlángot. Ez a lakásvilágításban szinte azonnal kiszorította a nyílt lángú lámpákat, és az akkoriban már terjedő villanyvilágítással szemben újabb negyedszázadra biztosította a gázvilágítás versenyképességét. Az új találmányt 1891-ben szabadalmaztatta. Népszerűségét bizonyítja, hogy 1892-ben csak Bécsben és Budapesten már 90 000 darab Auer-égőt adtak el; 1913-ban az éves termelés mennyisége 300 millió darabra rúgott.

## Auer-harisnya
Az Auer-harisnya henger alakú kötött pamut-, selyem- vagy műselyemkelme, amit ritkaföldfémek sóival, elsősorban tórium-nitráttal itatnak át. Ha a harisnyát alulról bunzenlánggal hevítik, a tórium-nitrát oxiddá alakul, és a magas hő hatására erős, sárgásfehér fényt bocsát ki. Az Auer-lámpa gyors elterjedését elősegítette a nyíltlángú lámpákhoz képest alacsonyabb gázfogyasztása és az izzóharisnya jelentős, már az elektromos lámpákéhoz mérhető fényereje.

## Az izzóharisnyás lámpák hátránya
Az izzóharisnyás lámpák hátránya, hogy a harisnyaszerű kötött anyag kezelése rendkívüli sérülékenysége miatt fokozott figyelmet, a harisnyák felszerelése, a láng helyes beállítása pedig némi szakértelmet igényelt. A gáztársaság szakembere viszont kérésre házhoz jött, lecserélte a tönkrement harisnyákat, ellenőrizte az illesztéseket és újrazsírozta a lámpák csapjait.

## Modernebb változatok
Az Auer-lámpák modernebb változata az invertált vagy fordított égő, amelynek lényege, hogy a gázcső nem fel, hanem lefelé mutat és a végén égő bunzenláng félgömb alakú harisnyát hevít. Különösen alkalmas volt csillárok vagy falikarok égőinek, ugyanis minden korábbi lámpatípussal ellentétben lefelé nem vetett árnyékot.
A ma még használatos utcai gázlámpák ugyanilyen invertált harisnyákkal világítanak. Budapesten a Hunyadi János úton, a Margit híd budai hídfőjénél lévő parkban vagy a Műegyetem előtt láthatunk ilyen hangulatos gázlámpákat.